# Protectorat français d'Annam
 (septembre 2013).
Pour les articles homonymes, voir Annam.
1883–1949
Entités précédentes :
- Empire d'Annam

Entités suivantes :
- Gouvernement central provisoire du Viêt Nam

Le protectorat français d'Annam, situé au centre de l'actuel Viêt Nam, est un territoire placé sous protection de la France. Après un premier traité signé en 1883, le traité de Hué, signé l'année suivante, place l'empire d'Annam sous l'administration indirecte de la France. Le Tonkin (Nord) est placé sous un régime de protectorat distinct avant d'être détaché de l'Annam. Le territoire vietnamien est désormais divisé en trois, en tenant compte de la Cochinchine annexée en 1862. Le nom d'Annam, utilisé jusque-là en Occident pour désigner le Viêt Nam dans son ensemble en reprenant l'appellation utilisée par les Chinois, est par la suite employé pour désigner le centre du pays.
En 1887, l'Annam est, comme le Tonkin et la Cochinchine, placé sous l'autorité du gouverneur général de l'Indochine française, qui siège à Hanoï, tandis que la cour de l'empereur d'Annam, qui demeure officiellement le souverain de l'Annam et du Tonkin, se trouve à Hué. L'Annam est appelé en Vietnamien Trung Kỳ (« pays du Centre »), les nationalistes vietnamiens préférant l'appellation Trung Bộ (« région du Centre »).
En 1948, l'Annam est réunifié avec le Tonkin au sein du Gouvernement central provisoire du Viêt Nam. La Cochinchine rejoint les deux autres territoires l'année suivante et l'État du Viêt Nam peut alors être proclamé.

## Historique

### Conquête
Le protectorat d'Annam est conclu à la suite de l'expédition du Tonkin par lequel la France, qui avait déjà annexé la Cochinchine en 1862, place sous son contrôle le reste du territoire vietnamien. En 1883 et 1884, le premier et le deuxième traité de Hué placent l'ensemble du territoire annamite sous protectorat français : le royaume est scindé en deux territoires distincts, le protectorat d'Annam et le protectorat du Tonkin. La Chine reconnaît en 1885 le traité de Hué.  
L'Annam et le Tonkin sont placés sous l'autorité d'un Résident général, lui-même flanqué de Résidents supérieurs à Hué (Annam) et Hanoï (Tonkin). Le nom d'Annam, qui désignait jusque-là le Viêt Nam dans son ensemble, est désormais employé pour désigner exclusivement la partie centrale du pays, disjointe du Nord (Tonkin) comme elle l'avait précédemment été du Sud (Cochinchine). À partir de 1887, le Résident général est placé sous l'autorité du Gouverneur général de l'Indochine française. Comme le Tonkin, l'Annam est concernée par les insurrections menées par le mouvement de résistance Cần Vương (« soutien au roi ») qui tente de restaurer l'autorité monarchique, mais le mouvement est vaincu en Annam en 1895.

### Administration
Par une ordonnance du 3 juin 1886, l'empereur délègue au Tonkin la totalité de ses pouvoirs à un kinh lược sứ (fonction traduite par « vice-roi » ou « commissaire impérial » ce qui entérine la séparation de fait de l'Annam et du Tonkin. En 1889, le poste de résident général de l'Annam-Tonkin est supprimé, l'Annam et le Tonkin étant confiés à deux résidents généraux différents. Tout en demeurant en place, la dynastie Nguyễn est réduite à un rôle d'apparat et plusieurs empereurs, trop rétifs, sont renversés par les Français et envoyés en exil. 
L'Annam, ou se trouve la ville de Hué où siège la cour impériale, est placé sous un régime d'administration plus indirecte que le Tonkin : le protectorat demeure gouverné en théorie par l'empereur, assisté par son conseil secret, ou Cơ mật viện, composé de six ministres nommé par lui, celui de l'intérieur, de la guerre, des finances, du rite, de la justice et des travaux publics. Le résident français, représentant du gouvernement de la République française, est installé à Hué. Il préside un conseil de protectorat, composé des chefs des départements administratifs de l'Annam, avec deux membres du conseil secret de l'empereur. Cet organe traite du fisc, des taxes et des travaux publics de l'Annam. De plus un gouverneur indigène (Tổng đốc ou Tuần phủ), assisté par un service de lettrés fonctionnaires du pays, administre chaque province. Tous les fonctionnaires de moindre rang en dépendent. Les gouverneurs et mandarins prennent leurs ordres du gouvernement impérial, mais sous la surveillance des résidents français successifs. Les mandarins et lettrés — fonctionnaires indigènes — sont nommés par l'empereur et recevaient leur traitement de la cour impériale, mais le résident français peut annuler une affectation ou une nomination. Le Résident français respecte, dans un premier temps, les décisions de politique intérieure du Cabinet impérial mais la faiblesse de l'autorité monarchique et les impératifs de maintien de l'ordre amènent progressivement une évolution conforme au rapport de forces réel entre Français et Vietnamiens. 
L'Annam, situé en dehors des courants commerciaux et handicapée par des conditions géographiques et climatiques difficiles, est une région nettement plus pauvre que le Tonkin et la Cochinchine : la colonisation agricole n'y démarre qu'après 1927, quand la pacification des plateaux est considérée comme achevée. Les plantations de café et de thé des hautes terres constituent les bases d'une économie très fragile. Le protectorat d'Annam est, des trois territoires vietnamiens, celui où le nombre d'Européens est le plus faible. Le port de Tourane (Đà Nẵng) a un statut particulier : cédé en pleine propriété à la France, il est soumis au même régime juridique que la colonie de Cochinchine.
Comme dans le reste du Viêt Nam colonial, les revendications autonomistes et indépendantistes se développent dans les années 1920-1930, alors même que la monarchie achève d'être vidée de sa substance : en 1925, après la mort de l'empereur Khải Định, et alors que son fils Bảo Đại, âgé de 12 ans, suit sa scolarité en France, les dernières attributions politiques et judiciaires du souverain d'Annam sont alors transférées au Résident supérieur français, qui préside désormais les séances du Conseil impérial, en présence cependant du premier ministre d'Annam. Le retour au pays de Bảo Đại, en 1932, fait naître dans l'opinion annamite quelque espoir de changement, le jeune souverain souhaitant voir le pays évoluer vers une monarchie constitutionnelle. Une figure montante du nationalisme, le réformateur Ngô Đình Diệm, est nommé au ministère de l'intérieur mais ses efforts se heurtent à l'opposition conjointe des traditionalistes et des autorités coloniales et il démissionne rapidement. Bảo Đại tente en 1938 d'obtenir de la France l'autonomie interne pour l'ensemble de l'Annam-Tonkin, mais il ne remporte pas davantage de succès.
Durant la Seconde Guerre mondiale, l'Indochine française est occupée par les troupes du Japon ; en mars 1945, pour garantir leur contrôle les Japonais réalisent un coup de force contre les Français, détruisant l'administration coloniale en Indochine. L'Annam et le Tonkin (et quelques mois plus tard, de manière théorique, la Cochinchine) sont réunifiés au sein d'un « Empire du Viêt Nam », dont Bảo Đại proclame l'indépendance. L'Annam est, à un degré moindre que le Tonkin, touché par la famine atroce provoquée par les mauvaises récoltes, l'absence de moyens du gouvernement vietnamien et la désorganisation des infrastructures.

### Réunification
En août 1945, à la faveur de la reddition du Japon, le Việt Minh dirigé par le chef communiste Hô Chi Minh déclenche la révolution d'Août et prend le contrôle du Tonkin et du Nord de l'Annam ; Bảo Đại abdique et devient conseiller politique du gouvernement de la république démocratique du Viêt Nam que proclame Hô Chi Minh. Mais les Français reprennent ensuite progressivement le contrôle de l'Indochine et entament avec Hô Chi Minh de laborieuses négociations sur l'avenir politique du Viêt Nam. L'échec des pourparlers provoque fin 1946 le début de la guerre d'Indochine. La France s'emploie à trouver une solution politique au statut du Viêt Nam et l'ex-empereur Bảo Đại, qui s'est installé à Hong Kong, se propose bientôt comme médiateur. En mai 1948, les protectorats d'Annam et du Tonkin sont réunifiés au sein d'un Gouvernement central provisoire du Viêt Nam, en attendant que la Cochinchine puisse les rejoindre. La colonie est réunifiée au reste du Viêt Nam en mai 1949 et l'État du Viêt Nam, dont Bảo Đại prend cette fois officiellement la tête, est proclamé le mois suivant.
Après la fin de la guerre d'Indochine et à la suite des accords de Genève, le territoire de l'ancien protectorat d'Annam est divisé entre les deux gouvernements vietnamiens, la république démocratique du Viêt Nam administrant le Nord et l'État du Viêt Nam, puis la république du Viêt Nam, le Sud.

## Chargés d'affaires
| Liste des chargés d'affaires siégeant à Hué (applicable pour le Tonkin) |                 |
| Nom                                                                     | Durée du mandat |
| Pierre Paul Rheinart                                                    | 1875 - 1876     |
| Paul-Louis-Félix Philastre                                              | 1876 - 1879     |
| Pierre Paul Rheinart                                                    | 1879 - 1880     |
| Louis Eugène Palasme de Champeaux                                       | 1880 - 1881     |
| Pierre Paul Rheinart                                                    | 1881 - 1883     |
| Jules Harmand                                                           | 1883 - 1884     |

### Résidents généraux
| Liste des résidents généraux (à Hué)   |                                   |
| Nom                                    | Durée du mandat                   |
| Pierre Paul Rheinart (provisoire)      | 11 juin 1884 - octobre 1884       |
| Victor-Gabriel Lemaire                 | octobre 1884 - 31 mai 1885        |
| Philippe Marie André Roussel de Courcy | 31 mai 1885 - janvier 1886        |
| Paul Bert                              | 18 avril 1886 - 11 novembre 1886  |
| Alexandre Vial (par intérim)           | novembre 1886 - janvier 1887      |
| Paul Louis Georges Bihouard            | 30 janvier 1887 - 23 janvier 1888 |
| Étienne Antoine Guillaume Richaud      | 1888 - 8 septembre 1888           |
| Pierre Paul Rheinart                   | 8 septembre 1888 - 9 mai 1889     |

### Résidents supérieurs
| Liste des résidents supérieurs           |                                   |
| Nom                                      | Durée du mandat                   |
| Charles Dillon                           | 1886 - 1888                       |
| Séraphin Hector                          | 1888 - 1889                       |
| Léon Jean Laurent Chavassieux            | 1889                              |
| Séraphin Hector                          | 1889 - 1891                       |
| Ernest Albert Brière                     | octobre 1891 - 1897               |
| Jean Calixte Alexis Auvergne             | 1897 - 1898                       |
| Léon Jules Pol Boulloche                 | mars 1898 - 1900                  |
| Jean Calixte Alexis Auvergne             | 9 mai 1901 - 1904                 |
| Jean-Ernest Moulié                       | 1904 - 1906                       |
| Fernand Lévecque                         | 1906 - 1908                       |
| Élie Jean-Henri Groleau                  | 1908 - 1910                       |
| Henri Victor Sestier                     | 1910 - 1912                       |
| Georges Marie Joseph Mahé                | 1912 - 1913                       |
| Jean François Eugène Charles             | 1913 - 1920                       |
| Général Pierre Pasquier                  | 1920 - 1927                       |
| Jules Fries                              | 1927 - 1928                       |
| Aristide Eugène Le Fol                   | 1928 - 1931                       |
| Yves Charles Châtel                      | 1931 - 1934                       |
| Maurice Fernand Graffeuil                | 1934 - 1940                       |
| Émile Louis François Grandjean           | 1940 - mars 1945                  |
| Masayuki Yokoyama (occupation japonaise) | mars 1945 - 1945                  |
| Jean Sainteny                            | 22 août 1945 - Vers décembre 1946 |
| Chanson                                  | Vers 1948 - 31 juillet 1951       |
| Raoul Salan                              | 1er août 1951 - avril 1952        |
| Georges Émile Le Blanc                   | 1953 - ?                          |
| Gabriel Bourgund                         | Aucune information disponible     |